# Megaselia brevifrons
Megaselia brevifrons är en tvåvingeart som beskrevs av Borgmeier 1962. Megaselia brevifrons ingår i släktet Megaselia och familjen puckelflugor. Inga underarter finns listade i Catalogue of Life.